# Сезенківська сільська рада
| Сезенківська сільська рада — колишній орган місцевого самоврядування у Баришівському районі Київської області з адміністративним центром у с. Сезенків. Історична дата утворення: в 1937 році. Водоймища на території, підпорядкованій даній раді: річка Трубіж. Сільській раді підпорядковані населені пункти: - с. Сезенків - с. Власівка |

## Склад ради
Рада складається з 14 депутатів та голови.

### Керівний склад ради
| ПІБ                           | Основні відомості                                                                  | Дата обрання | Дата звільнення |
| ----------------------------- | ---------------------------------------------------------------------------------- | ------------ | --------------- |
| Лещенко Людмила Олександрівна | Сільський голова, 1959 року народження, освіта, член Соціалістичної партії України | 26.03.2006   | 31.10.2010      |
| Литвин Віктор Васильович      | Сільський голова, 1974 року народження, освіта середня спеціальна, безпартійний    | 31.10.2010   |                 |

Примітка: таблиця складена за даними джерела

## Населення
Згідно з переписом УРСР 1989 року чисельність наявного населення сільської ради становила 581 особа, з яких 217 чоловіків та 364 жінки.
За переписом населення України 2001 року в сільській раді мешкало 897 осіб.

### Мова
Розподіл населення за рідною мовою за даними перепису 2001 року:
| Мова       | Відсоток |
| ---------- | -------- |
| українська | 95,48 %  |
| російська  | 3,57 %   |
| вірменська | 0,42 %   |
| білоруська | 0,32 %   |
| польська   | 0,11 %   |